# Imperio centroafricano
El Imperio centroafricano (en francés Empire centrafricain) fue un Estado de corta duración que reemplazó a la República Centroafricana después de que el presidente Jean-Bédel Bokassa,  obtuvo el poder en un golpe de Estado, y se autoproclamó emperador con el nombre de Bokassa I en 1976. Mantuvo este título hasta 1979, cuando fue derrocado por su predecesor David Dacko y se restauró la república.

## Historia

Estandarte imperial de Bokassa I (1976-1979).

El 4 de diciembre de 1976 un Congreso Extraordinario del MESAN, el partido único de la República Centroafricana, aprobó una nueva Constitución para el país. La nueva carta magna instauraba una monarquía parlamentaria, al menos sobre el papel, y cambiaba el nombre del país por el de Imperio Centroafricano.

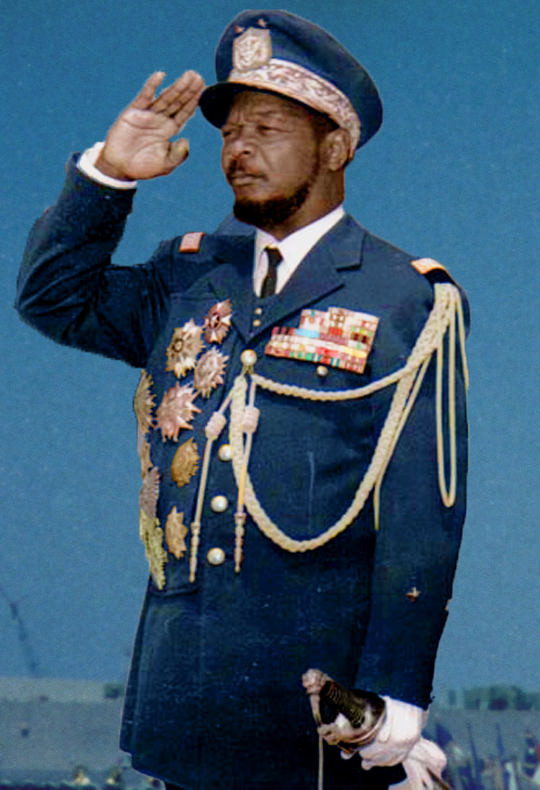
Bokassa en una visita a Rumania en 1970

El presidente vitalicio de la República, Jean-Bédel Bokassa, fue proclamado emperador con el nombre de Bokassa I. El nuevo monarca creó su propia familia real y concedió diversos títulos nobiliarios a sus hijos y a otros miembros de su familia.
Un año más tarde, el 4 de diciembre de 1977, Bokassa I se autocoronó en una ceremonia celebrada en el Palacio de los Deportes de Bangui, que a partir de entonces se denominó Palacio de la Coronación. La ceremonia costó 20 millones de dólares, un 25% del ingreso anual del país, y a pesar de las numerosas invitaciones cursadas a diversos jefes de Estado, tan solo el primer ministro de Mauricio asistió al evento. El resto de los países lo hicieron a través de diplomáticos y otros representantes. En la ceremonia, Bokassa coronó a una de sus esposas como emperatriz, y un hijo de ambos llamado también Jean-Bédel Bokassa fue designado como el príncipe heredero.
Desde Francia se brindó todo el apoyo al nuevo monarca. Sin embargo, los excesos de Bokassa I y la matanza de unos estudiantes que se manifestaban en Bangui contra el régimen en enero de 1979 dieron un giro por completo al apoyo francés. La denuncia por parte de Amnistía Internacional y la comisión de investigación propuesta por los jefes de Estado y de Gobierno africanos celebrada en Ruanda significaron la estocada final al régimen.
Los franceses se apartaron entonces de Bokassa I, lo que provocó que este intentara infructuosamente un acercamiento a Libia y a su entonces líder Muammar el Gaddafi. Tras esto, Francia intentó que accediera a abdicar, pero ante su negativa los franceses pusieron en marcha un plan (Operación Barracuda) para derrocarle. En el marco de esta operación, el 20 de septiembre de 1979 Bokassa fue derrocado por un golpe de Estado coordinado por tropas francesas que otorgaron el poder a David Dacko, que abolió la monarquía y restauró la República.

### Proclamación
En septiembre de 1976, Bokassa disolvió el gobierno y lo sustituyó por el Consejo Revolucionario Centroafricano. El 4 de diciembre de 1976, en el congreso del MESAN, Bokassa instituyó una nueva constitución, se convirtió de nuevo al catolicismo romano -se había convertido brevemente en musulmán ese mismo año- y declaró que la república era una monarquía: el "Imperio Centroafricano". El 4 de diciembre de 1977 se hizo coronar y se autodenominó "Su Majestad Imperial".
El título completo de Bokassa era "Emperador de África Central por voluntad del pueblo centroafricano, unido en el seno del partido político nacional, el MESAN". Sus galas, su fastuosa ceremonia de coronación y su régimen se inspiraron en gran medida en Napoleón I, que había convertido la Primera República Francesa, de la que era primer cónsul, en el Primer Imperio Francés. Se calcula que la ceremonia de coronación costó a su país unos 20.000.000 de dólares, un tercio del presupuesto del país y toda la ayuda de Francia para ese año.
Bokassa intentó justificar sus acciones alegando que la creación de una monarquía ayudaría a África Central a "destacar" del resto del continente y a ganarse el respeto del mundo. A pesar de las invitaciones, ningún líder extranjero asistió al evento. Muchos pensaron que Bokassa estaba loco y compararon su extravagancia egoísta con la del otro dictador excéntrico conocido en África: el mariscal Idi Amin.
Se afirmó que el nuevo imperio sería una monarquía constitucional. Sin embargo, en la práctica, el emperador Bokassa conservó los poderes dictatoriales que poseía como presidente, y el MESAN siguió siendo el único partido legalmente permitido. Así, a todos los efectos, el país era una monarquía absoluta bajo una dictadura militar. La represión de los disidentes seguía siendo generalizada, y se decía que la tortura estaba especialmente extendida. Posteriormente se demostró en el juicio que el propio Bokassa participó ocasionalmente en las palizas.

### Derrocamiento
En enero de 1979, el apoyo francés a Bokassa se había erosionado después de que los disturbios en Bangui condujeran a una masacre de civiles. Entre el 17 y el 19 de abril, varios estudiantes de secundaria fueron arrestados después de protestar contra el uso de los caros uniformes escolares exigidos por el gobierno; se estima que un centenar fueron asesinados.
El emperador Bokassa participó personalmente en la masacre, en la que se dice que golpeó a algunos de los niños hasta la muerte con su propio bastón. La enorme cobertura de la prensa que siguió a la muerte de los estudiantes abrió el camino para un golpe de Estado exitoso que vio cómo las tropas francesas en la Operación Barracuda restablecían al expresidente David Dacko en el poder mientras Bokassa estaba fuera en Libia reuniéndose con Gadafi el 20 de septiembre de 1979.
El veterano diplomático francés Jacques Foccart calificó el derrocamiento de Bokassa por el gobierno francés como "la última expedición colonial de Francia". François Mitterrand se negó a que Francia volviera a intervenir de esta manera. La operación Barracuda comenzó la noche del 20 de septiembre y terminó a la mañana siguiente. Un escuadrón de comandos encubierto de la agencia de inteligencia francesa SDECE, al que se unió el 1.er Regimiento de Infantería de Marina Paracaidista dirigido por el coronel Brancion-Rouge, aterrizó en un C-160 de Transall y consiguió asegurar el aeropuerto internacional de Bangui M'Poko. Tras la llegada de otros dos aviones de transporte, se envió un mensaje al coronel Degenne para que acudiera con ocho helicópteros Puma y aviones Transall, que despegaron del aeropuerto militar de Yamena, en el vecino Chad.
A las 12:30 horas del 21 de septiembre de 1979, el pro-francés Dacko proclamó la caída del Imperio Centroafricano. David Dacko siguió siendo presidente hasta que fue derrocado el 1 de septiembre de 1981 por el general André Kolingba.
Bokassa murió el 3 de noviembre de 1996 en la República Centroafricana. En 2009, Jean-Serge Bokassa, que tenía siete años cuando el Emperador fue derrocado, declaró que el reinado de su padre era "indefendible".

## Respuesta internacional

### El papel de Francia
Cuando Jean-Bédel Bokassa tomó el control de la República Centroafricana, el presidente francés en ese momento, Charles de Gaulle, no quiso comprometerse con el nuevo líder, negándose a recibirlo y llamándolo "maldito idiota". Con el fuerte asesoramiento de su jefe de gabinete, Jacques Foccart, De Gaulle finalmente conoció a Bokassa en 1969, tres años después de su llegada al poder. Después de que Charles De Gaulle murió y Georges Pompidou dejó el cargo, Valery Giscard asumió el cargo en 1974. Giscard y Bokassa mantuvieron correspondencia y con la administración de Giscard, Francia y el Imperio Centroafricano se convirtieron en aliados cercanos. Cuando Bokassa declaró que iba a ser el anfitrión de una coronación para sí mismo como emperador del nuevo Imperio Centroafricano, muchas de las novedades que atribuían al lujoso evento procedían de Francia. Esto incluía una corona imperial y un trono dorado en forma de águila. Después de varias acusaciones contra Bokassa, incluida la golpiza a niños en edad escolar y el canibalismo, Francia intervino con dos operaciones que buscaban sacar a Bokassa de su cargo, siendo la última la Operación Barracuda.

### Presidente Valéry Giscard
Valéry Giscard fue elegido presidente de Francia en mayo de 1974, donde su relación con Bokassa fue más interactiva que las administraciones anteriores. Durante su primera visita al país en 1970, Bokassa le obsequió diamantes y tallas de marfil. Giscard le aconsejó a Bokassa que evitara una ceremonia de la escala de Napoleón debido a la situación financiera del Imperio Centroafricano y aunque Bokassa ignoró la advertencia de Giscard, Giscard fue el primero en felicitar a Bokassa por la transición al Imperio. Su relación fue noticia el 10 de octubre de 1979 cuando un periódico llamado Canard Enchaine publicó una historia sobre Bokassa dando treinta quilates de diamantes a Giscard y lo acusó de darle a Giscard una gran cantidad de obsequios en sus visitas al imperio. Estos incluían colmillos de elefante, objetos tallados en marfil y piedras preciosas que se estiman en un valor de un millón de francos. Este escándalo se denominó más tarde "Diamondgate" o el escándalo de Diamonds Affair que más tarde llevó a Giscard a perder la presidencia en las elecciones de 1981.

### Operación Barracuda
La Operación Barracuda se inició en 1979 después de la muerte de varios escolares tras una protesta que se cerró con muchos estudiantes encarcelados en Ngaraba. Francia rompió los lazos con Bokassa y comenzó a planear su expulsión cuando el emperador comenzó a trabajar con Muammar Gaddafi, entonces el gobernante de Libia. La Operación Barracuda implicó la entrada de soldados franceses en la República Centroafricana mientras Bokassa estaba de viaje a Libia e instaló a David Dacko, que había sido exiliado a París, como nuevo líder. Francia cortó toda la ayuda humanitaria y luego envió tropas francesas a Bangui, la capital de la nación, para instalar a David Dacko como el nuevo líder. Dacko se hospedó en un hotel en Francia, donde estuvo exiliado, esperando la llamada para ser transportado a la nación tan pronto como Bokassa no estuviera disponible. Los líderes de Chad, el Congo (entonces Zaire) estuvieron de acuerdo con la idea, ayudaron a los franceses en el transporte y el apoyo militar para la Operación Barracuda. El éxito de esta operación acabó efectivamente con el Imperio Centroafricano y reintrodujo la República Centroafricana.